# Iotyrris olangoensis
Iotyrris olangoensis é uma espécie de gastrópode do gênero Iotyrris, pertencente a família Turridae.